# Голяновський Олег Володимирович
Голяновський Олег Володимирович — доктор медичних наук, професор, завідувач кафедри акушерства та гінекології № 1 НМАПО імені П.Л. Шупика. Консультант з медичних питань Міжнародного проекту «POLICY II». Лікар акушер-гінеколог вищої кваліфікаційної категорії. Член комісії МОЗ України по розгляду випадків материнської смертності.

## Біографічні відомості
Голяновський Олег Володимирович народився 03.04.1957 р. Нова Каховка Херсонської області.
Із родини службовців: батько Володимир Григорович завуч школи, вчитель математики; мати — Антоніна Миколаївна –завідувач дитячого садочка, за освітою — операційна медична сестра. Під час Другої Світової війни (1941—1945 рр.) брали участь у бойових діях у блокадному Ленінграді.

## Освіта
1974—1980 рр. — Київський медичний інститут імені О. О. Богомольця лікувальний факультет; спеціальність — лікувальна справа.
Вчителі: проф. Б. М. Венцківський, Г. К. Степанківська, Я. П. Сольський.

## Захист дисертаційних робіт
Кандидат медичних наук з 1990 року. Дисертація захищена на засіданні спеціалізованої Вченої ради Д 14.01.01 при Київському НДІ педіатрії, акушерства та гінекології МОЗ України (диплом кандидата наук КД № 016714, протокол № 4 від 13.02.90 р.) Науковий керівник — д.м.н., І. О. Васил'єва.
Доктор медичних наук з 2011 року. Дисертація захищена на засіданні спеціалізованої Вченої ради Д 14.01.01 при НМАПО імені П. Л. Шупика МОЗ України (диплом доктора медичних наук ДД № 000258, рішення Атестаційної колегії Міністерства освіти і науки, молоді та спорту від 10.11.2011 р.). Науковий консультант — д.м.н., член-кор. АМН України, проф. В. В. Камінський
Завідувач кафедри акушерства та гінекології № 1 НМАПО, якого обрано за конкурсом з 21. 03. 2011 р. (Наказ № 74-к від 21.03.2011 р.).

## Лікувальна і наукова діяльність
Лікувальна діяльність: ультразвукова діагностика в акушерстві та гінекології. Хірургічні методи лікування в акушерстві та гінекології (кесарів розтин, акушерські щипці, перев’язування магістральних судин, гістеректомії, вагінальні пластично-реконструктивні хірургічні втручання).
Акушерство та гінекологія: кровотечі під час пологів і кесарева розтину, гінекологічних операцій, прогнозування та профілактика ускладнень в пологах; патологія плацентації та аномально інвазивна плацента. Інноваційні технології в акушерстві та гінекології (особливо хірургічні методики лікування).

## Патенти
1. Спосіб органозберігаючого припинення масивної акушерської кровотечі - №45813 від 25.11.2009 р[4].
2. Муляж матки з придатками та магістральними судинами - №68035
3. від 12.03.2012 р.
4. Медичний фантом клубових артерій та суміжних анатомічних структур малого і великого тазу жінки - №68036 від
5. 12.03.201 2р.
6. Спосіб комплексної зупинки кровотечі при Кесаревому розтині - №73501
7. від 25.09.2012 р.
8. Спосіб зупинки кровотечі при повторному Кесаревому розтині - № 73500
9. від 25.09.2013 р.
10. Спосіб зупинки кровотечі при кесарському розтині у випадку патології плацентації та частковому істинному прирощенні плаценти - №74511 від 20.10.13 р.
11. Спосіб кесаревого розтину і консервативної міомектомії - № 83122 від 27.08.2013 р.
12. Спосіб визначення гемодинамічного профілю у вагітних з прееклампсією - № 85741 від 25.11.2013 р.
13. Спосіб профілактики масивної крововтрати при кесаревому розтині за повного передлежання та істинного прирощення плаценти - № 99096 від 25.05.2015 р.

## Перелік ключових публікацій
1. Голяновський О. В., Глушко О. І. Ефективність утеротонічної терапії післяпологових кровотеч. — Здоровье женщины. — 2011. — № 4 — С.116-117. Фахове видання[4].
2. Голяновський О. В., Кульчицький Д. В. Консервативне лікування гіпотонічних кровотеч. — Педіатрія Акушерство Гінекологія. — 2011. –№ 4. — С.211-213. Фахове видання.[5]
3. Голяновський О. В., Мехедко В. В. Применение аргоно-плазменной коагуляции при кесаревом сечении. — Здоровье женщины. — 2011. — № 7. — С.107-110. Фахове видання.
4. Голяновський О. В., Мехедко В. В., Кульчицький Д. В. Комплексна профілактика ускладнень у разі повторного кесарева розтину. — Педіатрія, акушерство та гінекологія. — 2011. — № 6. — С.88 — 91. Фахове видання.
5. Голяновский О. В., Чернов А. В. Сульфат магния в акушерстве: старая проблема — новые подходы. — Здоровье женщины. — 2012. — № 1. — С.75 — 78. Фахове видання.
6. Голяновский О. В., Кононець О. П. Активні форми пізнього гестозу: HELLP — синдром і гостра жирова дистрофія печінки. — Здоровье женщины. — 2012. — № 1. — С.94 — 98. Фахове видання.
7. Голяновский О. В., Мехедко В. В., Жесткова А. Е., Котов А. В., Бачинская М. А. Преимущества аргоноплазменной коагуляции в лечении доброкачественных процесов шейки матки //Таврический медико-биологический вестник. — Том 15, № 2, ч.2,(58) — С.68 — 71. Фахове видання.
8. Голяновский О. В., Мехедко В. В., Палладий В. В., Васюк Р. А., Иванкова И. Н. Комбинированный поэтапный хирургический гемостаз при частичном приращении и предлежании плаценты //Таврический медико-биологический вест ник. — Том 15, № 2, ч.1 (58) — С.69-73. Фахове видання.
9. Мінцер О. П., Голяновский О. В., Денисенко С. В., Гасемі Тахере
10. Навчання на робочому місці лікарів і провізорів — аналіз можливостей. — Медична інформатика та інженерія. — 2012.–№ 1.– С.13-15. Фахове видання.
11. Голяновський О. В., Жежер А. А., Кулаковский М. М. Оценка єффективности комбинации гипертонических/коллоидных растворов в терапии акушерского геморрагического шока. — Здоровье женщины. — 2012. — № 3. — С.93-96. Фахове видання.
12. Вагітність і туберкульоз легень. Навчальний посібник.– К.: 2002. — 53с.
13. Масивні акушерські кровотечі. Монографія. — Київ: РВА «Тріумф», 2010. — 232 с.
14. Кровотечі в практиці акушера-гінеколога. Навчальний посібник– К.: ТОВ «Поліпрінт», 2013.- 240с.
15. Акушерство та гінекологія.
16. Том 1. Акушерство. Глава 12. Акушерські кровотечі. Геморагічний шок в акушерській практиці. Глава 13. Синдром дисемінованого внутрішньо-судинного згортання крові в акушерстві. — Харків «Оберіг» 2014 р.
17. Багатовекторна профілактика та лікування акушерських кровотеч в пологах та післяпологовому періоді. — Інформаційний лист від 09.09.15р

## Міжнародна співпраця
Міжнародний проект “Здоров’я матері та дитини”. USAID. Європейська асоціація акушерів-гінекологів .  
Знання мов – Англійська мова.

## Хобі
Теніс, плавання. Світова література.